# Binnenstad (Breda)
De binnenstad van Breda, ook wel 'City-wijk' genoemd, vormt het centrum van de stad Breda.

## Centrum

### Historische centrum

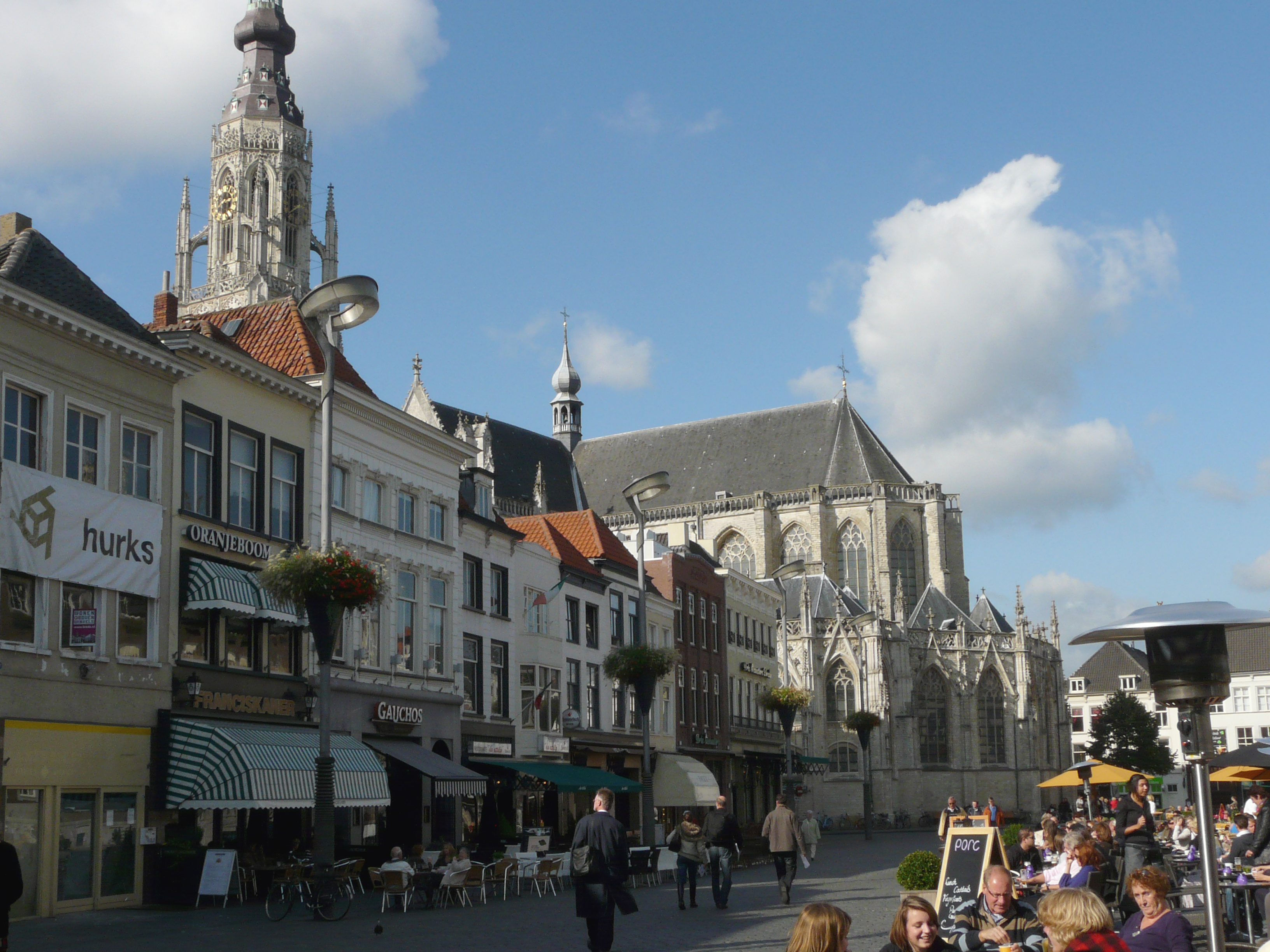
De Grote Markt met de Grote Kerk

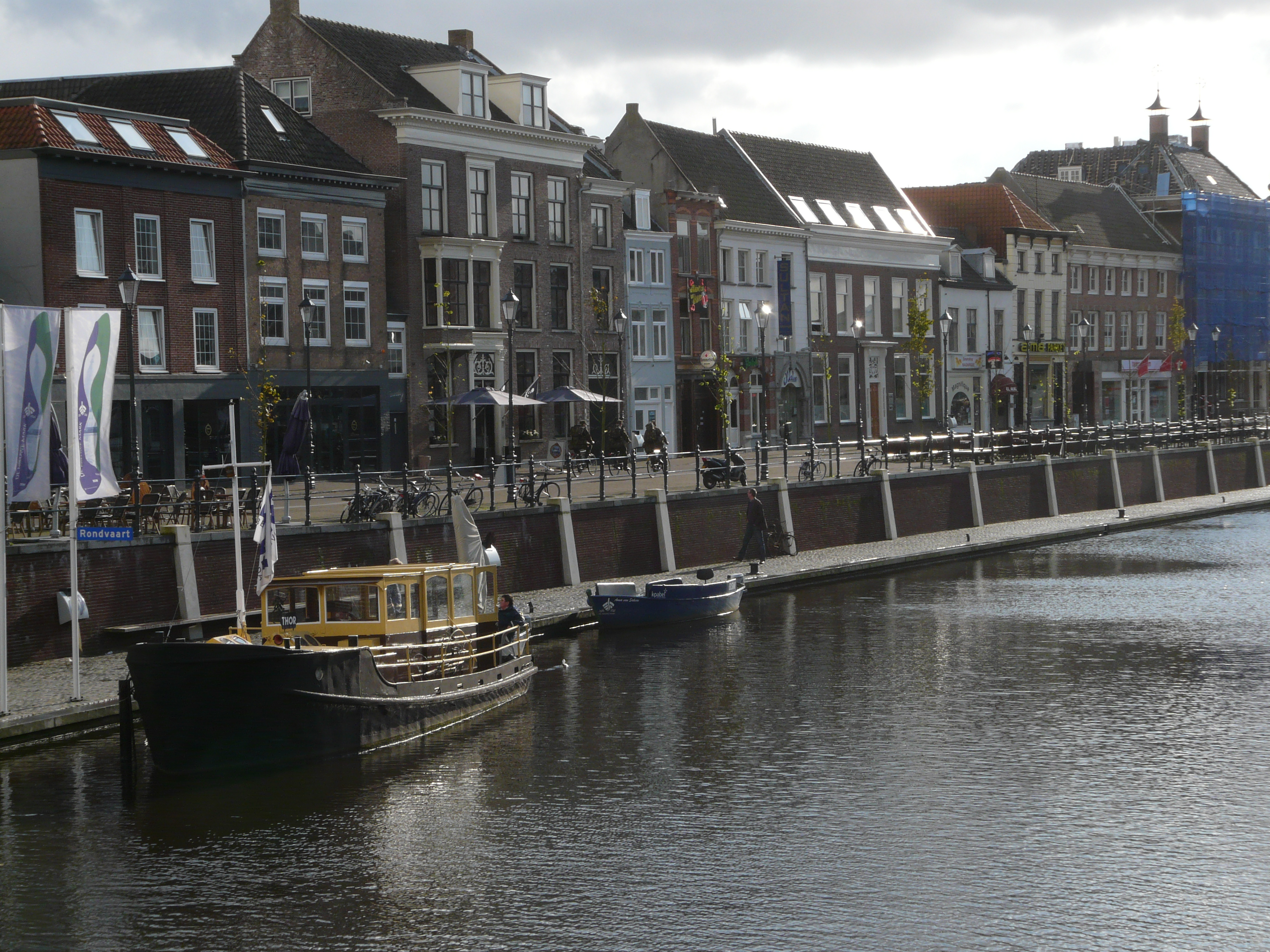
Haven

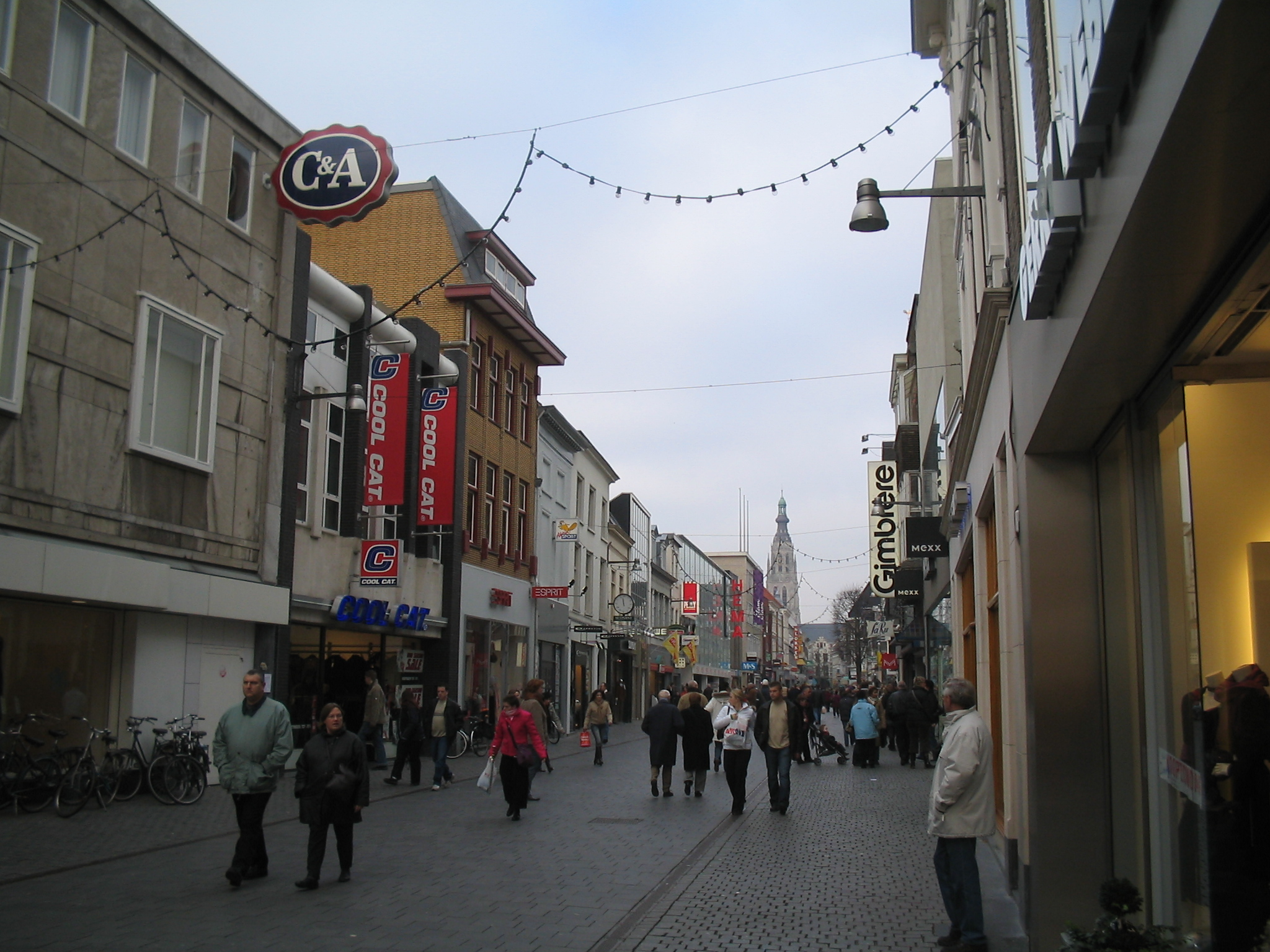
Ginnekenstraat

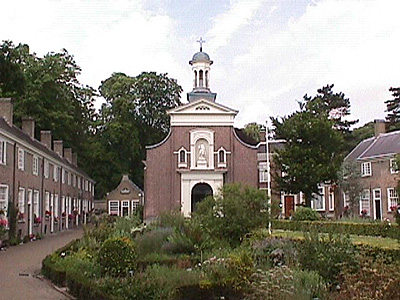
Begijnhof

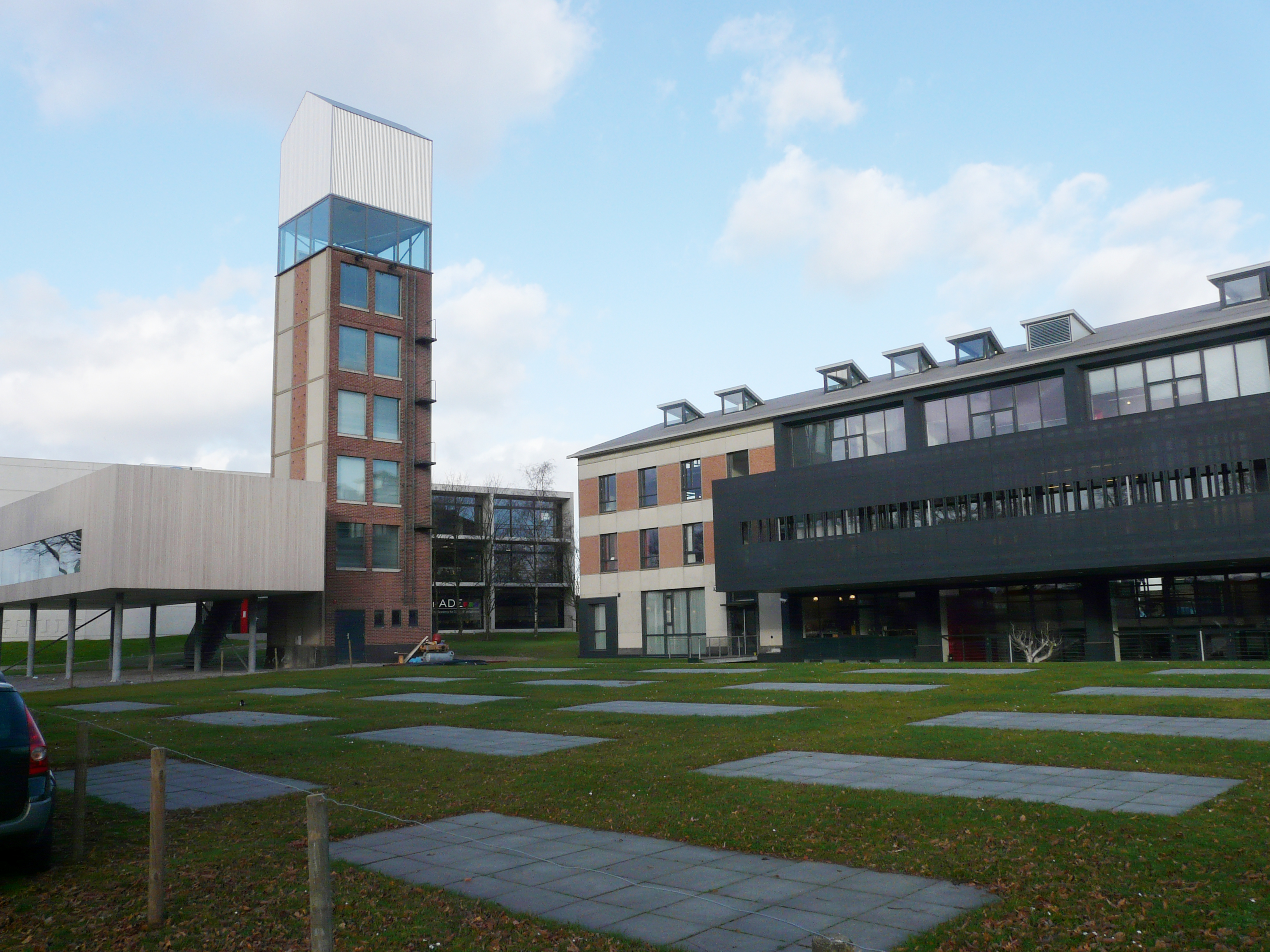
Triple O Campus

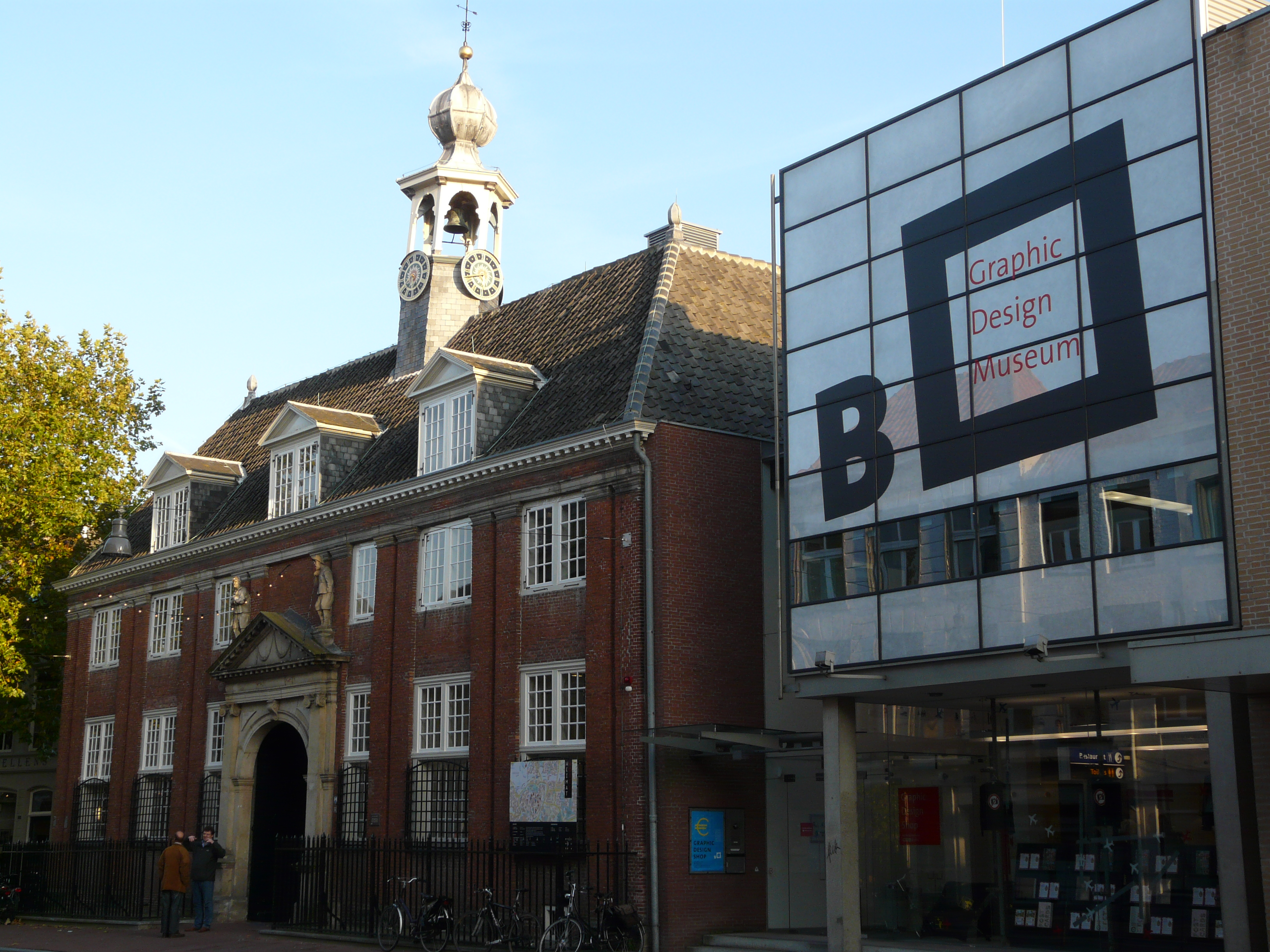
Museum Of The Image

Het stadsdeel Centrum is de oude en gedeeltelijk historische binnenstad en tevens het kerngedeelte van de stad Breda. Het gebied is gelegen nabij de Haven en het Spanjaardsgat met de straten Haven en de Prinsenkade. Centraal ligt de Grote Markt met de Grote Kerk. De straten rond de Grote Kerk zoals de Cingelstraat, Reigerstraat, Kasteelplein en de Catharinastraat behoren tot de oudste straten van Breda. Er zijn enkele voormalige hofhuizen gevestigd en daarachter ligt de Willem Merkxtuin.
Het gebied is een beschermd stadsgezicht met daaromheen een uitbreiding.
In het centrum concentreren horeca- en uitgaansgelegenheden zich rond de Havermarkt, Vismarktstraat en de Grote Markt.
Het historische centrum komt globaal overeen met de CBS-wijkaanduiding Breda Centrum (inclusief de 'buurt' City), wat het gebied binnen de singels omvat.

### Haven
Bij de vroegere haven heeft men in de periode 2004-2008 de beek de Mark teruggebracht in het stadshart. In 2006 is een damwand geplaatst en de oude parkeergarage Haven gesloopt. In de zomer van 2007 werd de haven officieel geopend met een groot feest. Sinds 2008 is het hart van de stad weer over het water bereikbaar. In het gebied is veel horeca in de vorm van cafés en restaurants. Via twee bruggen, de Hoge Brug en de Tolbrug, heeft men toegang tot de winkel- en overige uitgaansgebieden.

### Singels

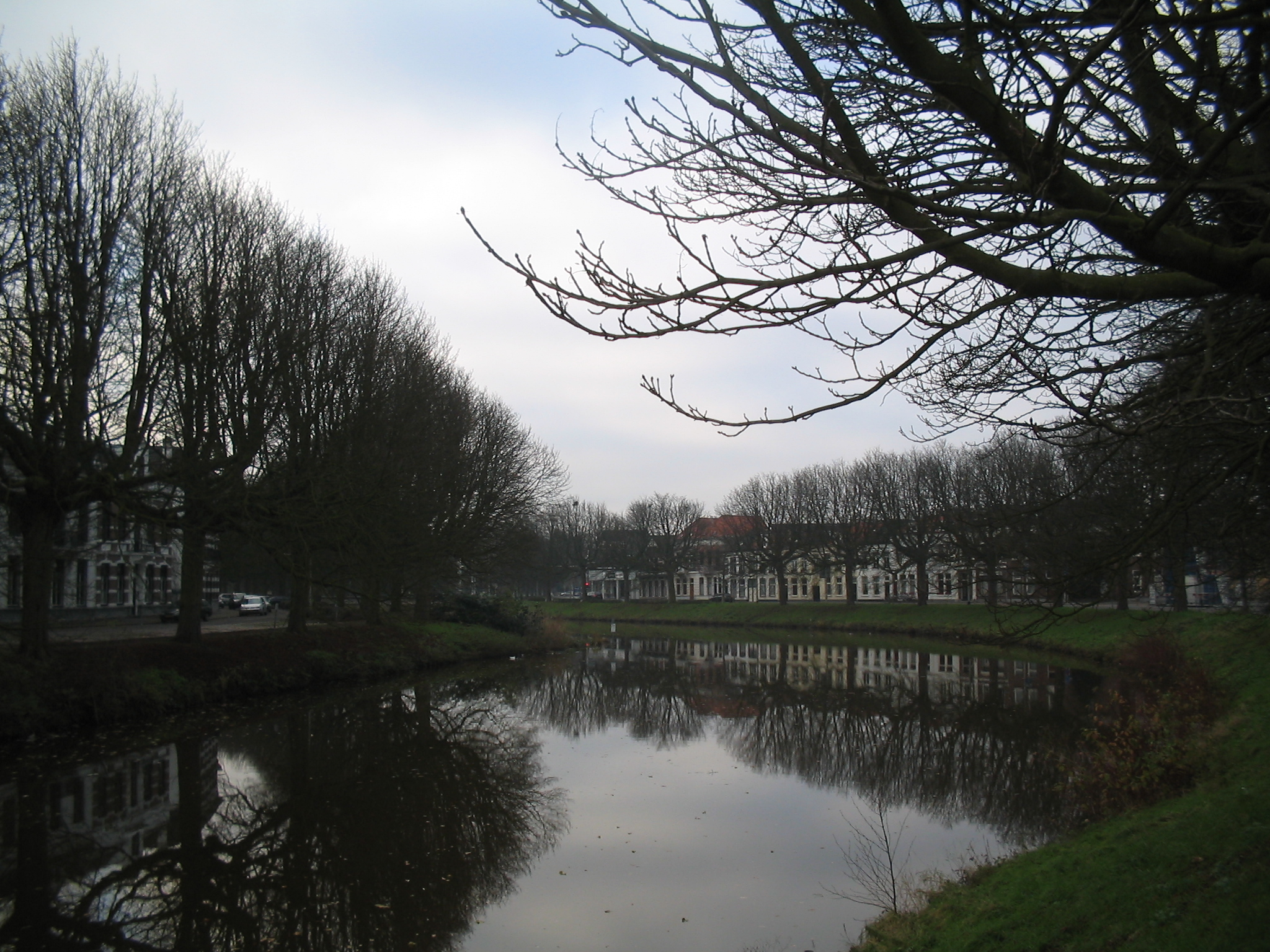
Delpratsingel

Het centrum wordt omringd door singels:
- de Academiesingel
- de Delpratsingel
- de Oranjesingel
- de Wilhelminasingel
- de Boeimeersingel
- de Vredenburchsingel
- de Weerijssingel
- de Tramsingel
- de Nassausingel

Over de singels worden rondvaarten gehouden vanuit de Haven.

### Buiten het historische centrum
Net buiten het historische centrum en gedeeltelijk buiten de singels, vindt men de Ginnekenweg, de Haagdijk en de Boschstraat. Deze straten worden beschouwd als de drie historische toegangen tot het oude centrum, elk van hen was voorheen voorzien van een stadspoort. Zij behoren, aansluitend op het oude centrum en gedeeltelijk nog binnen de stadssingels, tot de stadskern van Breda.

#### Publieke voorzieningen
Rond het centrum bevinden zich de Openbare Bibliotheek, het stadsarchief, stadhuis van Breda en kantoren. De bioscoop van Pathé bevindt zich ten oosten er van aan het Chasséveld. Het Chassé Theater en het Holland Casino zijn samen in een gebouw naast het gemeentehuis gevestigd.

#### TripleO Campus
De TripleO Campus is een campus aan de Slingerweg. Het kwam in 2008 tot stand in het kader van het Via Breda-plan en is gevestigd op de plek van de voormalige brandweerkazerne. Ondernemingen uit voornamelijk de creatieve industrie zijn er voor een groot deel ondergebracht in vijf bedrijfsverzamelgebouwen, genaamd Blushuis, AV Huis, Merkhuis, Posthuis en Pakhuis. TripleO staat voor 'ondernemers', 'overheid' en 'onderwijs'.

## Winkelgebieden

### Bestaande winkelgebieden
Het bestaat uit de autovrije binnenstad met de Grote Markt en de lange winkelstraten de Ginnekenstraat en Wilhelminastraat. Verder nog de Torenstraat, Lange Brugstraat met het woon-winkelgebied 't Sas, Korte Brugstraat, Veemarktstraat en Halstraat. In het centrum is tevens het overdekte winkelcentrum De Barones gevestigd.

### Ontwikkeling Achter de Lange Stallen
In de binnenstad van Breda zou als aanvulling op het bestaande project De Barones een groot winkelcentrum verrijzen. Het project Achter de Lange Stallen zou vanaf 2013 gerealiseerd worden op de plaats van het gelijknamige parkeerterrein. Dit 170 miljoen euro kostende complex zou 24.000 vierkante meter aan winkels bevatten, en daarnaast appartementen en een parkeergarage. In 2015 bestaan bij de projectontwikkelaar en kringen rond het gemeentebestuur twijfels over de omvang en opzet van het plan.

## Bezienswaardigheden en musea
- Grote Markt en het stadhuis
- Onze Lieve Vrouwe Kerk
- Haven en oude vishal
- Spanjaardsgat
- Kasteel van Breda
- Begijnhof
- Havermarkt
- Park Valkenberg
- Koepelgevangenis
- Sint-Antoniuskathedraal
- Breda's Museum
- Museum Of The Image

## Evenementen
In en rondom de binnenstad worden evenementen georganiseerd, zoals de:
- Bredase Singelloop
- Carnaval
- Het Jazzfestival
- Roodharigendag
- Graphic Matters
- Cultuurnacht Breda.

## Bereikbaarheid
Vanuit het station wandelt men in circa 10 minuten via Park Valkenberg naar het centrum. Parkeren kan op parkeerterreinen en in parkeergarages in of in de nabijheid van het centrum.